# كيتي فرينش
كيتي فرينش هي نجمة اجتماعية وعارضة وصحفية سويسرية، ولدت في 31 أكتوبر 1983 في بازل في سويسرا، وتوفيت في 6 ديسمبر 2007 في نافان في جمهورية أيرلندا بسبب جرعة زائدة.

## وصلات خارجية
- الموقع الرسمي
- كيتي فرينش على موقع IMDb (الإنجليزية)
- كيتي فرينش على موقع كينوبويسك (الروسية)